# Caterpillar 797
Caterpillar 797 (ang. Dumper truck) je serija dvo-osnih izvencestnih tovornjakov za uporabo v rudnikih, dnevnih kopih in velikih gradbenih projektih. Zasnovali in zgradili so jih v ameriškem podjetju Caterpillar Inc.. 
Trenutni tovornjak tretje generacije 797F s kapaciteto tovora 363 ton (400 kratkih ton) je eden izmed največjih "dumper" tovornjakov na svetu. Kdaj jih označujemo kot ultra razred. 797 so zasnovali s pomočjo računalnikov.
Leta 1997, je Caterpillar začel z razvojem 327 tonskega tovornjaka za velike rudnike, ki so hoteli zmanjšati stroške. V veliki rudnikih uporabljajo nakladalnike s kapaciteto 73 do 82 t na zajem. Za napolnitev tovornjaka je potrebno 4-5 zajemov. 
Caterpillar je začel tržiti 797 v Severni Ameriki leta 2000 in kasneje po vsem svetu. 
Za razliko od kunkurence, ki uporabljajo dizel-električno konfiguracijo, 797 uporablja dizel-mehaanični pogon. Motor je nameščen spredaj, poganja pa zadnjo os s štirimi kolesi. Transmisija je planetarna s sedmimi razmerji.
Vsako kolo je pritrjeno z 47 vijaki s pritrjevalnim navorom 2.300 lbft (3.118 Nm). Velikost radialne gume je 55/80R63 in je bila posebej zasnovana s podjetjem Michelin. 797B in 797F uporabljata največje gume na svetu 4,028 m (13,22 ft) visoke, 5300 kg (11680 lb) težke Michelin 59/80R63 XDR. Vsak tovornjak ima 6 gum, ki stanejo vsaka okrog USD $42500 (2009).
797 sestavijo na mestu uporabe z ekipo posebej izučenih mehanikov. Je namreč prevelik za običajne ceste. Cena tovornjaka je okrog 5 milijonov ameriških dolarjev.
Konkurenca 797 je nemški Liebherr T 282 B in ameriški Bucyrus MT6300AC, oba dizel-električna in s kapaciteto 360 ton. Malo manjpa konkurenta sta japonski Komatsu 960E-1 in beloruski Belaz 75600.
- 797B leta 2002 je Caterpillar vpeljal 797B, naslednik 797-a prve generacije. Povečal je moč motorja in kapaciteto tovora na 345 ton.[1]

- 797F je zadnja (tretja generacija) uvedena leta 2009. Ima velji motor in kapaciteto tovora 363 ton[2]

## Tehnične specifikacije
|                       | 797                         | 797B                                | 797F                                |
| --------------------- | --------------------------- | ----------------------------------- | ----------------------------------- |
| Začetek obratovanja   | 1999                        | 2002                                | 2008                                |
| Kapaciteta tovora     | 360 ameriških ton (327 t)   | 380 ameriških ton (345 t)           | 400 ameriških ton (363 t)           |
| Moč motorja           | 3.211 hp (2.394 kW) net     | 3.370 hp (2.513 kW) net (SAE J1349) | 3.793 hp (2.828 kW) net (SAE J1349) |
| Model motorja         | 3524B High Displacement EUI | Cat 3524B High Displacement EUI     | Cat C175-20 ACERT                   |
| Konfiguracija motorja | V-12 x 2                    | V-12 x 2                            | V-20                                |
| Največja hitrost      | 40 mph (64 km/h)            | 42 mph (68 km/h)                    | 42 mph (68 km/h)                    |
| Naložena teža (gros)  | 1.230.000 lb (557.900 kg)   | 1.375.000 lb (623.700 kg)           | 1.375.000 lb (623.700 kg)           |
| Višina (prazen)       | 23 ft 8 in (7,21 m)         | 24 ft 11 in (7,59 m)                | 24 ft 5 in (7,44 m)                 |
| Višina (dvignjen)     | 49 ft 3 in (15,01 m)        | 50 ft 2 in (15,29 m)                | 51 ft 6 in (15,70 m)                |
| Dolžina               | 47 ft 7 in (14,50 m)        | 47 ft 5 in (14,45 m)                | 49 ft 6 in (15,09 m)                |
| Širina                | 30 ft 0 in (9,14 m)         | 32 ft 0 in (9,75 m)                 | 31 ft 3 in (9,53 m)                 |
| Kapaciteta goriva     | 1.000 US gal (3.785 L)      | 1.800 US gal (6.814 L)              | 2.000 US gal (7.571 L)              |